# South Africa Medal (1877)
La South Africa Medal (1877) era una medaglia di campagna militare coniata per ricompensare quanti avessero partecipato alla Guerra anglo-zulu del 1877-1879.

## Storia
La medaglia venne istituita nel 1879 e venne concessa dal governo britannico ai membri del British Army e della Royal Naval Brigade coinvolti in una serie di guerre tribali in Sudafrica tra il 1877 ed il 1879, ma soprattutto a quanti avessero parte alla Guerra anglo-zulu, resa famosa dai film Zulu (1964) e Zulu Dawn (1979).
Nel 1854 la Regina Vittoria aveva dato il via al conferimento della South Africa Medal ai membri del British Army che avevano prestato servizio in una delle campagne in Sudafrica tra il 1835.36, 1846-47 e 1850-53, o sulla frontiera orientale della provincia del Capo.
Nel 1880 venne deciso che la medaglia del 1853 dovesse essere riconiata e potesse essere concessa unicamente la personale coloniale volontario e nativo in servizio in Sudafrica tra il settembre 1877 ed il dicembre 1879 ed a quanti avessero preso parte agli scontri della Guerra anglo-zulu. Vennero previste però nuove barrette per ricordare i nuovi episodi bellici e le varie fasi della guerra.

## Descrizione
La medaglia, disegnata da William Wyon e da L.C. Wyon, è costituita da un disco d'argento sul quale è raffigurata sul diritto l'effigie della regina Vittoria d'Inghilterra rivolto verso sinistra e corredato dal titolo VICTORIA REGINA in latino. Sul retro la medaglia presenta un leone, guardante rannicchiato, protetto dietro un cespuglio con la scritta SOUTH AFRICA in alto. Nella parte inferiore, quello che nella versione del 1853 era lo spazio riservato alla data, venne rimpiazzato da uno scudo ashantee con una zagaglia.
The reverse shows a lion, half-crouching watchfully, behind a protea bush, with the date '1853' in the exergue. The medal's ribbon is golden yellow with dark blue stripes
Il nastro era giallo con una striscia blu per parte affiancata nella parte più centrale da una striscia blu più fine per parte.

## Barrette
- 1877
- 1877–78
- 1879
- 1877–8–9